# Преструд (леден залив)
Заливът Преструд (на английски: Prestrud Inlet) е леден залив в югоизточната част на море Рос, част от акваторията на тихоокеанския сектор на Южния океан, край бреговете на Западна Антарктида, Земя Едуард VІІ, Бряг Сирасе. Заема крайната североизточна част на шелфовия ледник Рос, като е разположен между полуостров Земя Едуард VІІ на североизток и острова-възвишение Рузвелт на югозапад. Ширина на входа 150 km, вдава се в югоизточна посока около 150 km. От изток в него се „влива“ големия долинен ледник Кила.
Заливът е открит и бреговете му са картирани на базата на направените аерофотоснимки и топографски заснемания през 1939 – 41 г. от участниците в полевата група на американската антарктическа експедиция, възглавявана от Пол Сайпъл. Ръководителят на експедицията адмирал Ричард Бърд наименува новооткрития леден залив в чест на лейтенант Кристиан Преструд (1881 – 1927), ръководител на източния отряд в норвежката антарктическа експедиция на Руал Амундсен, която група първа пребивава и изследва този район.